# Eleccions municipals de 2007 a Madrid
Les eleccions municipals de 2007 es van celebrar a Madrid el diumenge 27 de maig, d'acord amb el Reial Decret de convocatòria de eleccions locals a Espanya disposat el 2 d'abril de 2007 i publicat al Butlletí Oficial de l'Estat el dia 3 d'abril. Es van escollir els 57 regidors del ple de l'Ajuntament de Madrid.

## Resultats
La candidatura del Partit Popular (PP) encapçalada per l'alcalde Alberto Ruiz-Gallardón, que va repetir com a cap de llista, va obtenir majoria absoluta (34 regidors). La candidatura del Partit Socialista Obrer Espanyol (PSOE), encapçalada per Miguel Sebastián Gascón, va obtenir 18 regidors. La candidatura d'Esquerra Unida de la Comunitat de Madrid, liderada per Ángel Pérez, va obtenir 5 regidors. El PP va ser la candidatura més votada a 19 dels 21 districtes del municipi, sent superat en vots per la candidatura del PSOE únicament en Puente de Vallecas i Villa de Vallecas.
| Candidatura                                             | Candidatura                                             | Vots      | %                    | Regidors             |
| ------------------------------------------------------- | ------------------------------------------------------- | --------- | -------------------- | -------------------- |
|                                                         | Partit Popular (PP)                                     | 877.544   | 55,65                | 34                   |
|                                                         | Partit Socialista Obrer Espanyol (PSOE)                 | 487.893   | 30,94                | 18                   |
|                                                         | Esquerra Unida de la Comunitat de Madrid (IU-CM)        | 136.881   | 8,68                 | 5                    |
| Els Verts (LV)                                          | Els Verts (LV)                                          | 14.011    | 0,89                 | 0                    |
| Alternativa Espanyola (AES)                             | Alternativa Espanyola (AES)                             | 6.140     | 0,39                 | 0                    |
| Partit Antitaurí Contra el Maltractament Animal (PACMA) | Partit Antitaurí Contra el Maltractament Animal (PACMA) | 3.167     | 0,20                 | 0                    |
| Per un Món Més Just (PUM+J)                             | Per un Món Més Just (PUM+J)                             | 2.501     | 0,16                 | 0                    |
| Falange Espanyola de les JONS (FE de las JONS)          | Falange Espanyola de les JONS (FE de las JONS)          | 1.920     | 0,12                 | 0                    |
| Centre Democràtic i Social (CDS)                        | Centre Democràtic i Social (CDS)                        | 1.681     | 0,11                 | 0                    |
| Democràcia Nacional (DN)                                | Democràcia Nacional (DN)                                | 1.571     | 0,10                 | 0                    |
| Partit Família i Vida (FYV)                             | Partit Família i Vida (FYV)                             | 1.390     | 0,09                 | 0                    |
| La Falange (FE)                                         | La Falange (FE)                                         | 1.353     | 0,09                 | 0                    |
| Esquerra Republicana (IR)                               | Esquerra Republicana (IR)                               | 1.272     | 0,08                 | 0                    |
| Partit Comunista dels Pobles d'Espanya (PCPE)           | Partit Comunista dels Pobles d'Espanya (PCPE)           | 1.253     | 0,08                 | 0                    |
| Primer Madrid                                           | Primer Madrid                                           | 1.163     | 0,07                 | 0                    |
| Partit Humanista (PH)                                   | Partit Humanista (PH)                                   | 950       | 0,06                 | 0                    |
| Centre Democràtic Liberal (CDL)                         | Centre Democràtic Liberal (CDL)                         | 834       | 0,05                 | 0                    |
| Terra Comunera (TC-PNC)                                 | Terra Comunera (TC-PNC)                                 | 821       | 0,05                 | 0                    |
| Innovació Democràtica                                   | Innovació Democràtica                                   | 664       | 0,04                 | 0                    |
| Falange Autèntica (FA)                                  | Falange Autèntica (FA)                                  | 530       | 0,03                 | 0                    |
| Terç Catòlic d'Acció Política (TEAP)                    | Terç Catòlic d'Acció Política (TEAP)                    | 461       | 0,03                 | 0                    |
| Unió Centrista Liberal (UCL)                            | Unió Centrista Liberal (UCL)                            | 318       | 0,02                 | 0                    |
| Immigrants amb Drets d'Igualtat i Obligacions (IDIO)    | Immigrants amb Drets d'Igualtat i Obligacions (IDIO)    | 308       | 0,02                 | 0                    |
| Unió per Leganés (ULEG)                                 | Unió per Leganés (ULEG)                                 | 188       | 0,01                 | 0                    |
| Partit d'Aliança Iberoamericana Europea (PAIE)          | Partit d'Aliança Iberoamericana Europea (PAIE)          | 151       | 0,01                 | 0                    |
| Vots en blanc                                           | Vots en blanc                                           | 32.066    | 2,03                 | n/a                  |
| Vots vàlids                                             | Vots vàlids                                             | 1.577.031 | 100,00               | 57                   |
| Vots nuls                                               | Vots nuls                                               | 8.371     | Participació: 65,93% | Participació: 65,93% |
| Votants                                                 | Votants                                                 | 1.585.402 | Participació: 65,93% | Participació: 65,93% |
| Electors                                                | Electors                                                | 2.404.697 | Participació: 65,93% | Participació: 65,93% |

## Regidors elegits
Relació de regidors proclamats electes:
| No. | Nom                                      | Llista | Llista |
| --- | ---------------------------------------- | ------ | ------ |
| 1   | Alberto Ruiz-Gallardón Jiménez           |        | PP     |
| 2   | Pilar Esther Gallego Berruezo            |        | PSOE   |
| 3   | Ana María Botella Serrano                |        | PP     |
| 4   | Manuel Cobo Vega                         |        | PP     |
| 5   | Óscar Iglesias Fernández                 |        | PSOE   |
| 6   | María Concepción Dancausa Treviño        |        | PP     |
| 7   | Eva Durán Ramos                          |        | PP     |
| 8   | Noelia Martínez Espinosa                 |        | PSOE   |
| 9   | Fernando Martínez Vidal                  |        | PP     |
| 10  | Ángel Pérez Martínez                     |        | IU-CM  |
| 11  | María Pilar Martínez López               |        | PP     |
| 12  | Pedro Javier González Zerolo             |        | PSOE   |
| 13  | Pedro Luis Calvo Poch                    |        | PP     |
| 14  | Isabel María Vilallonga Elviro           |        | PSOE   |
| 15  | María de la Paz González García          |        | PP     |
| 16  | Miguel Ángel Villanueva González         |        | PP     |
| 17  | Francisco David Lucas Parrón             |        | PSOE   |
| 18  | Juan Bravo Rivera                        |        | PP     |
| 19  | Carlos Izquierdo Torres                  |        | PP     |
| 20  | Ángeles Álvarez Álvarez                  |        | PSOE   |
| 21  | Daniel Álvarez Morcillo                  |        | IU-CM  |
| 22  | Patricia Lázaro Martínez de Moretín      |        | PP     |
| 23  | María Isabel Martínez Cubells Yraola     |        | PP     |
| 24  | Manuel García-Hierro Caraballo           |        | PSOE   |
| 25  | María Elena Sánchez Gallar               |        | PP     |
| 26  | Ángel Garrido García                     |        | PP     |
| 27  | María Mercedes Elvira del Palacio Tascón |        | PSOE   |
| 28  | José Manuel Berzal Andrade               |        | PP     |
| 29  | Ramón Silva Buenadicha                   |        | PSOE   |
| 30  | Ana María Román Martín                   |        | PP     |
| 31  | Íñigo Henríquez de Luna Losada           |        | PP     |
| 32  | Ángel Lara Martín de Bernardo            |        | IU-CM  |
| 33  | Ana Rosario de Sande Guillén             |        | PSOE   |
| 34  | María del Carmen González Fernández      |        | PP     |
| 35  | Luis Asúa Brunt                          |        | PP     |
| 36  | Pedro Santín Fernández                   |        | PSOE   |
| 37  | Paloma García Romero                     |        | PP     |
| 38  | Jesús Moreno Sánchez                     |        | PP     |
| 39  | María Carmen Sánchez Carazo              |        | PSOE   |
| 40  | Carmen Torralba González                 |        | PP     |
| 41  | Joaquín María Martínez Navarro           |        | PP     |
| 42  | Pedro Sánchez Pérez-Castejón             |        | PSOE   |
| 43  | Raquel López Contreras                   |        | IU-CM  |
| 44  | María Begoña Larraínzar Zaballa          |        | PP     |
| 45  | Rosa León Conde                          |        | PSOE   |
| 46  | Elena González Moñux                     |        | PP     |
| 47  | José Tomás Serrano Guío                  |        | PP     |
| 48  | Pedro Pablo García Rojo Garrido          |        | PSOE   |
| 49  | María Dolores Navarro Ruiz               |        | PP     |
| 50  | Luis Miguel Boto Martínez                |        | PP     |
| 51  | María Dolores del Campo Pozas            |        | PSOE   |
| 52  | José Enrique Núñez Guijarro              |        | PP     |
| 53  | Sandra María de Lorite Buendía           |        | PP     |
| 54  | Milagros Hernández Calvo                 |        | IU-CM  |
| 55  | José Manuel Rodríguez Martínez           |        | PSOE   |
| 56  | Manuel Troitiño Pelaz                    |        | PP     |
| 57  | Álvaro Ballarín Valcárcel                |        | PP     |